# Oceania Rugby Cup
La Oceania Rugby Cup es una competición internacional de rugby organizada por Oceania Rugby y tiene como finalidad, darle competitividad internacional a los seleccionados nacionales de Oceanía. Su primera edición fue en el 2007 y desde 2009 se celebra cada dos años.
No forman parte de este torneo las selecciones de Australia, Fiyi, Nueva Zelanda, Samoa y Tonga.

## Equipos participantes
En la edición de 2019, participaron 4 equipos:
- Islas Salomón
- Niue
- Nauru
- Papúa Nueva Guinea

Otros equipos elegibles para participar son:
- Islas Cook
- Nueva Caledonia
- Samoa Americana
- Tahití
- Tuvalu
- Vanuatu
- Wallis y Futuna

## Torneos anteriores
| Edición | Sede         | Campeón    | 2.º puesto |
| ------- | ------------ | ---------- | ---------- |
| 2001    | varios       | Papúa NG   | Islas Cook |
| 2003    | Papakura / ? | Niue       | Islas Cook |
| 2005    | varios       | Islas Cook | Papúa NG   |
| 2006    | Pukekohe     | Islas Cook | Niue       |

## Campeonatos
| Edición | Año  | Sede                   | Campeón    | 2.º puesto      |
| ------- | ---- | ---------------------- | ---------- | --------------- |
| I       | 2007 | Apia, Samoa            | Papúa NG   | Niue            |
| II      | 2008 | Numea, Nueva Caledonia | Niue       | Nueva Caledonia |
| III     | 2009 | Puerto Moresby, PNG    | Papúa NG   | Islas Cook      |
| IV      | 2011 | Puerto Moresby, PNG    | Papúa NG   | Islas Salomón   |
| V       | 2013 | Puerto Moresby, PNG    | Islas Cook | Papúa NG        |
| VI      | 2015 | Puerto Moresby, PNG    | Papúa NG   | Tahití          |
| VII     | 2017 | Rarotonga, Islas Cook  | Tahití     | Islas Cook      |
| VIII    | 2019 | Puerto Moresby, PNG    | Papúa NG   | Niue            |
| IX      | 2022 | Puerto Moresby, PNG    | Papúa NG   | Islas Salomón   |

## Posiciones
Número de veces que los equipos ocuparon las primeras dos posiciones en todas las ediciones.
| Equipo             | Campeón | 2.º puesto |
| ------------------ | ------- | ---------- |
| Papúa Nueva Guinea | 6       | 1          |
| Islas Cook         | 1       | 2          |
| Niue               | 1       | 2          |
| Tahití             | 1       | 1          |
| Islas Salomón      |         | 2          |
| Nueva Caledonia    |         | 1          |